# حفظ المياه الجوفية
حفظ المياه الجوفية هي عملية السيطرة علي استخدام المياه الجوفية في الزراعة عن طريق الصرف تحت الأرض وفقاً لمعايير محددة لتحسين إنتاج المحاصيل

## التعريف والوصف
يهدف الري تحت الأرض، إلى الحفاظ على المياه الجوفية في الأراضي المشبعة بالمياه، في عمق مناسب للغرض الذي تستخدم فيه تلك لأراضي، ويتوسع عمق المياه الجوفية نتيجة لصرفها.

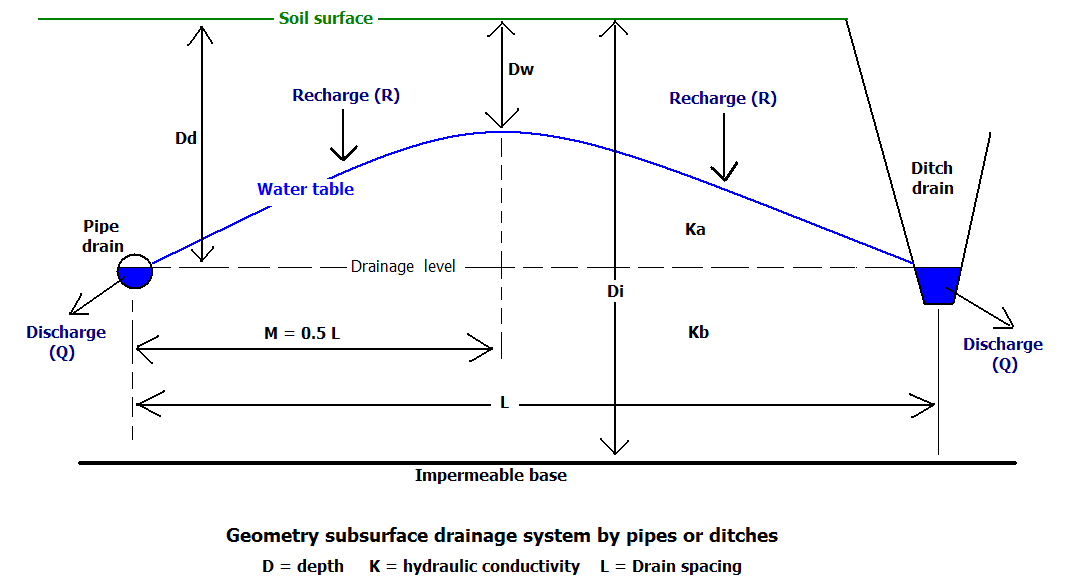
الشكل 1. قياسات الصرف لحفظ المياه الجوفية.

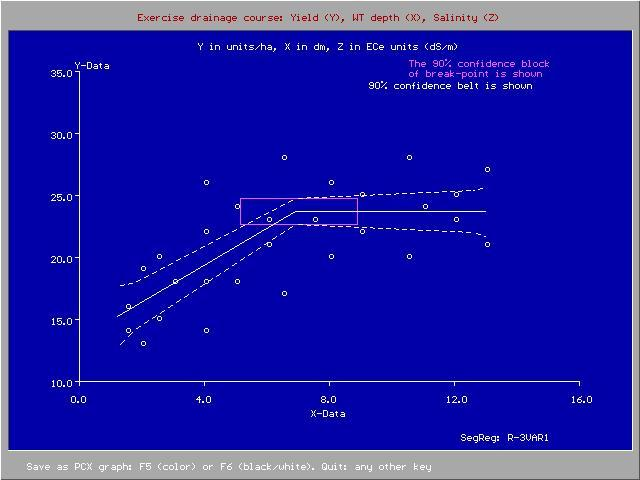
الشكل 2. غلة المحاصيل (ص) وعمق المياه الجوفية (س).

### الهدف
يهدف التحكم المياه الجوفية في صرف الأراضي الزراعية إلى إنشاء عمق محدد للمياه الجوفية (الشكل 1) التي لا تتدخل سلبا مع العمليات الزراعية الضرورية والمحاصيل الزراعية (الشكل 2، صنع بطريقة انحدار المجزأة).

وبالإضافة إلى ذلك، يساعد الصرف على الحفاظ على ملوحة التربة.

يلعب التوصيل الهيدوليكي للتربة دوراً هاماً في تسهيل وتصميم عملية الصرف.
ويعد وضع معاييرللصرف الزراعي  مطلباً مهماً في تصميم وإدارة الصرف بهدف الحفاظ على العمق الأمثل للمياه الجوفية.

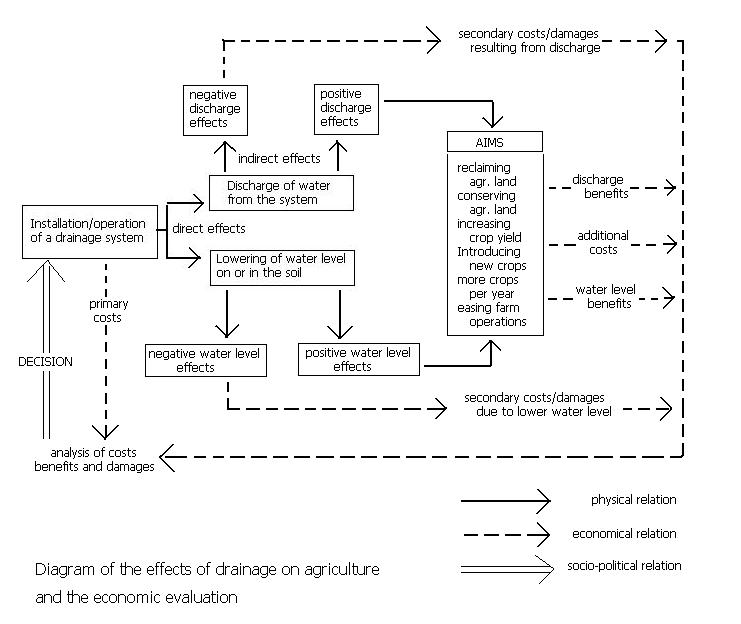
الشكل 3. ايجابيات وسلبيات الصرف الصحي.

### التحسين
يقصد بمصطلح تحسين عمق المياه الجوفية الفوائد والتكاليف في نظام التصريف (الشكل 3)، وكلما قل عمق المياه الجوفية انخفضت تكاليف نظام الصرف الصحي الموصلة لهذا العمق، لكن تخفيض عمق المياه الجوفية وجعلة أكثر ضحالة عن طرق الصرف له آثار جانبية ، لكنها أمور مدروسة بما في ذلك تكاليف التقليل من الآثار الجانبية السلبية.

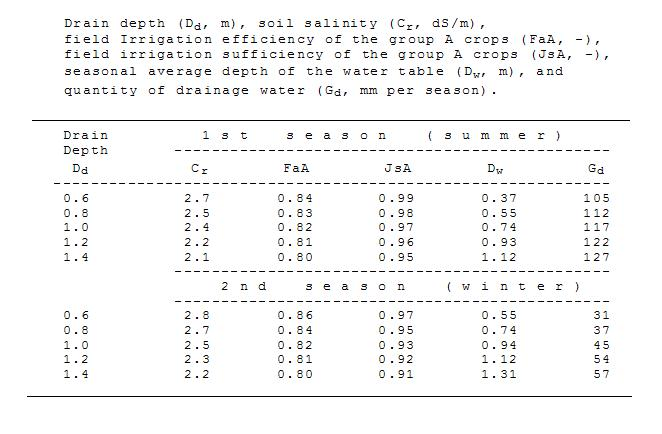
الشكل 4. أمثلة على تأثيرات عمق مياه الصرف.

ويناقش تصميم تحسين الصرف وتطوير معايير الصرف في بحث موسع عن الصرف.
ويبين الشكل 4 مثالا لتأثير عمق الصرف على ملوحة التربة بمعايير الري والصرف المتنوعة المحاكاة بواسطة برنامج سولتمود.

### التاريخ
بدأ الصرف في الأراضي الزراعية بحفر خنادق ضحلة مفتوحة تستقبل كل الماء الجاري على سطح الأرض وتدفق المياه الجوفية وبالتالي أصبح للخنادق نظام للصرف على السطح وآخر تحت الأرض.
وبحلول نهاية القرن 19 وأوائل القرن 20 أصبحت تشكل الخنادق عائقا للعمليات الزراعية واستعيض عنها بخطوط أنابيب مدفونة في (البلاط) مقاس كل بلاطة حوالي 30 سنتيمترا وبالتالي أصبح المصطلح "الصرف المبلط"
منذ عام 1960، بدأ استخدام الأنانبيب اللدائن الطويلة المرنة (بي في سي أو بي أي)، هذه الأنابيب تثبت جيداً بواسطة آلات حفر الخنادق من مرة واحدة، وفي بعض الأحيان تلف الأنابيب بمواد تغليف كالألياف الاصطناعية واللبادات التي من شأنها منع دخول جزيئات التربة في هذه المصارف.
وهكذا أصبح لصرف الأراضي الزراعية شأن عظيم وسعت الزراعة في الوقت نفسه للحصول على أقصى قدر من الإنتاجية عن طريق تركيب أنظمة الصرف بمنتهي السرعة وبكامل طاقته.

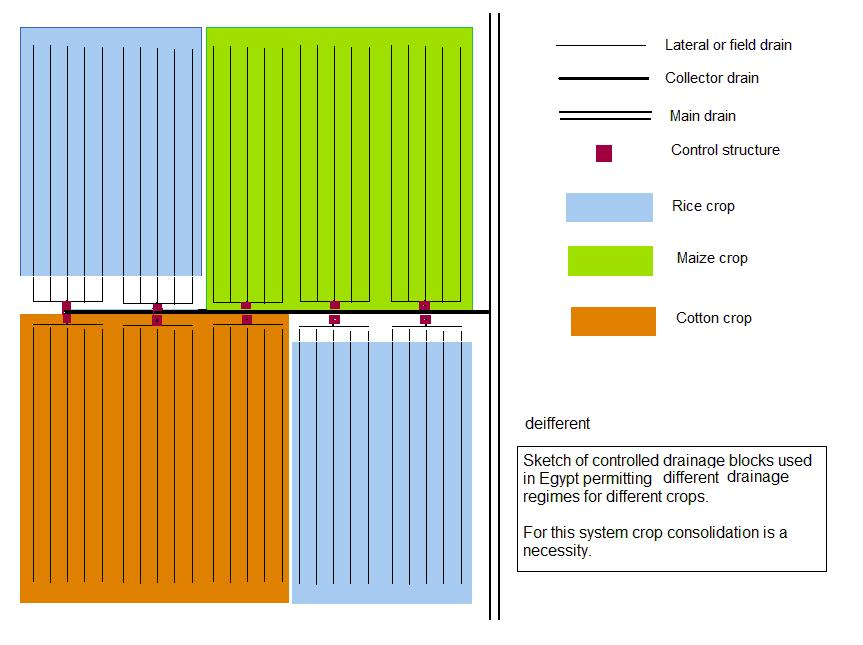
الشكل 5. حفظ مياه الصرف.

### البيئة
نتيجة للهذه التطورات العظيمة قامت العديد من مشاريع الصرف الصحي ب تصاميم جذابة  لكنها أغفلت الآثار البيئية السلبية التي تخلفها والسمعة السيئة للصرف الصحي حيث ان خدماته غير مرضيه وغير مبرره ولا سيما عندما تم دمج الصرف مع أنشطة خارجية ك استصلاح الأراضي الرطبة.
وفي هذه الأيام تقوم بعض البلدان بمحاربة التوجه القوي للصرف الصحي من خلال ادخال نظام رقابة للصرف للمزيد من التحقق، كما هو مبين في الشكل (5) وكما هو مناقش في صفحة: نظام الصرف الصحي (الزراعة).

### تصميم نظام الصرف

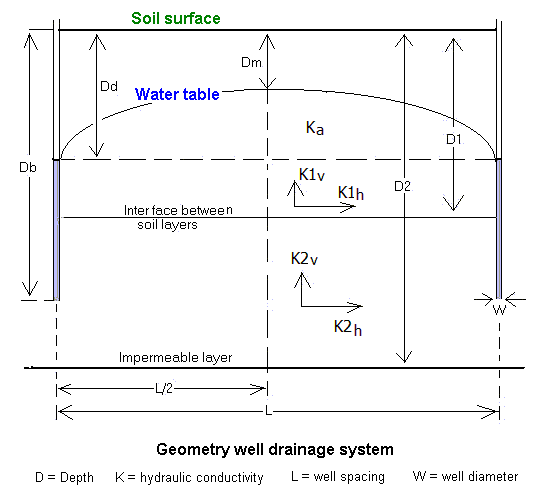
الشكل 6. هندسة نظام صرف الآبار.

صمم نظام الصرف المغطى على هيئة طبقات عميقة ومتباعدة بين المصارف ويتم ذلك غالبا باستخدام معادلات الصرف المغطى باستخدام مقياس البارامتر مثل عمق الصرف وعمق المياه الجوفية وعمق التربة والتوصيل الهيدروليكي للتربة وتصريف المجاري. تم اكتشاف نظام تفريغ مياه الصرف من عملية موازنة رصيد المياه لأغراض زراعية.

وتتم هذه العملية الحسابية باستخدام نماذج حاسوبية مثل نموذج EnDrain.

### آبار الصرف الصحي
يمكن للمياه الجوفية أن تصرف عن طريق أنابيب الآبار أيضا (وهو عبارة عن الصرف العمودي المقابل للصرف الأفقي). وقد استخدمت آبار الصرف الصحي على نطاق واسع في برنامج مكافحة الملوحة والاستصلاح في وادي السند في باكستان. وعلى الرغم من عدم نجاح هذه التجارب بشكل باهر، لكن جدوى استخدام هذه التقنية في المناطق ذات المياه الجوفية العميقة امراً لا ينبغي إغفاله، وتكون سعة الآبار في هذه المناطق واسعة جداً (أكثر من1000متر)، ويعد تركيب أنظمة الصرف العمودي رخيص نسبيا بالمقارنة إلى الصرف الأفقي (الصرف الصحي باستخدام اأنابيب وخنادق بمسافة 100متر أو أقل). لمشاهدة تصميم حقول الآبار للحفاظ على المياه الجوفية انظر نموذج ابار الصرف.

### التصنيف
يندرج تصنيف نظم الصرف تحت مقاله بعنوان نظام الصرف الصحي.